# Estadio La Barranquita
Estadio La Barranquita – wielofunkcyjny stadion w Santiago de los Caballeros, na Dominikanie. Wchodzi do składu wielkiego kompleksu sportowego Complejo deportivo La Barranquita. Jest aktualnie używany głównie dla meczów piłki nożnej oraz zawodów lekkoatletycznych. Stadion mieści 20 000 osób. Czasami gości rozgrywki klubu piłkarskiego Barcelona FC.